# Administración apostólica de Uzbekistán
La administración apostólica de Uzbekistán (en latín: Administratio Apostolica Usbekistaniana y en ruso: Апостольская администратура Узбекистана) es una circunscripción eclesiástica de la Iglesia católica en Uzbekistán. Se trata de una administración apostólica latina, inmediatamente sujeta a la Santa Sede. Desde el 1 de abril de 2005 su administrador apostólico es el obispo Jerzy Maculewicz, de la Orden de Frailes Menores Conventuales.

## Territorio y organización
La administración apostólica tiene 447 400 km² y extiende su jurisdicción sobre los fieles católicos de rito latino residentes en todo el territorio de Uzbekistán.
La sede de la administración apostólica se encuentra en la ciudad de Taskent, en donde se halla la Catedral del Sagrado Corazón.
En 2022 en la administración apostólica existían 5 parroquias:
- Catedral del Sagrado Corazón, en Taskent;
- San Andrés, en Bujará;
- Santa María, en Ferganá;
- San Juan Bautista, en Samarcanda;
- Nuestra Señora Madre de Misericordia, en Urgench.

## Historia
El cristianismo nestoriano en Asia Central apareció en el siglo III. Una primera presencia católica significativa en la región que hoy corresponde a Uzbekistán se remonta a finales de la Edad Media, cuando, a raíz del desarrollo de las relaciones entre Europa y el Imperio mongol (Kanato de Chagatai), surgieron varios monasterios franciscanos y dominicos. Durante este período también se erigió una diócesis católica, la diócesis de Samarcanda, que estuvo activa en la primera mitad del siglo XIV.
Las misiones católicas quedaron entonces interrumpidas durante varios siglos. Sólo entre finales del siglo XIX y principios del XX se documenta la presencia de creyentes católicos, en su mayoría europeos que habitaban la región y entre los que se encontraban exiliados polacos, lituanos y alemanes, soldados del ejército del Imperio ruso, prisioneros de guerra y refugiados. La primera capilla católica se abrió en Taskent entre 1883 y 1885. Pero fue sobre todo gracias a la labor del sacerdote lituano Justinas Bonaventūra Pranaitis, que el catolicismo pudo arraigarse en Uzbekistán: él es responsable de la construcción de varias iglesias, en Asgabat (Turkmenistán), Kyzyl-Arvat (Turkmenistán), Ferganá y Samarcanda (Uzbekistán). Con la llegada del régimen soviético en la década de 1920 y las represiones estalinistas de la década de 1930, todas las iglesias fueron cerradas o destruidas y la Iglesia católica tuvo que pasar a la clandestinidad. El párroco de origen bielorruso Iosif Savinskij fue fusilado acusado de reaccionario el 26 de diciembre de 1937.
Tras la disolución de la Unión Soviética y la declaración de la independencia de Uzbekistán el 1 de septiembre de 1991, pudieron reanudarse las misiones católicas en el país, también gracias al establecimiento de relaciones diplomáticas entre la Santa Sede y el país centroasiático en 1992. El año anterior, los franciscanos conventuales polacos decidieron abrir la misión en Uzbekistán, acudiendo en ayuda del único sacerdote católico presente en el territorio. Al mismo tiempo, las comunidades católicas del país fueron confiadas al cuidado pastoral de los administradores apostólicos de Karagandá de los latinos (hoy diócesis de Karagandá).
Para servir a las comunidades subsistentes de descendientes de católicos que permanecieron en el país que se independizó en 1991 fue creada la misión sui iuris de Uzbekistán el 29 de septiembre de 1997 por decreto del papa Juan Pablo II separando territorio de la administración apostólica de Karagandá de los latinos.
El 1 de abril de 2005 la misión sui iuris fue elevada a administración apostólica mediante la bula Totius dominici gregis del papa Juan Pablo II.
El 9 de agosto de 2013, la Congregación para el Culto Divino y la Disciplina de los Sacramentos confirmó a san Juan Pablo II como patrono principal de la administración apostólica.

## Estadísticas
Según el Anuario Pontificio 2023 la administración apostólica tenía a fines de 2022 un total de 4024 fieles bautizados.
| Año                                                                             | Población            | Población  | Población      | Sacerdotes | Sacerdotes    | Sacerdotes    | Bautizados por sacerdote | Diáconos permanentes | Religiosos | Religiosos | Parroquias |
| Año                                                                             | Bautizados católicos | Total      | % de católicos | Total      | Clero secular | Clero regular | Bautizados por sacerdote | Diáconos permanentes | Varones    | Mujeres    | Parroquias |
| ------------------------------------------------------------------------------- | -------------------- | ---------- | -------------- | ---------- | ------------- | ------------- | ------------------------ | -------------------- | ---------- | ---------- | ---------- |
| 1999                                                                            | 3500                 | 23 000     | 0.0            | 4          |               | 4             | 875                      |                      | 5          | 4          | 6          |
| 2000                                                                            | 2800                 | 23 000     | 0.0            | 5          | 1             | 4             | 560                      |                      | 5          | 4          | 3          |
| 2001                                                                            | 3000                 | 23 000     | 0.0            | 9          | 2             | 7             | 333                      |                      | 9          | 8          | 3          |
| 2002                                                                            | 3000                 | 25 000     | 0.0            | 9          | 2             | 7             | 333                      |                      | 9          | 8          | 5          |
| 2003                                                                            | 4000                 | 25 000     | 0.0            | 8          |               | 8             | 500                      |                      | 10         | 9          | 5          |
| 2005                                                                            | 4000                 | 25 000     | 0.0            | 9          |               | 9             | 444                      |                      | 12         | 9          | 5          |
| 2007                                                                            | 4000                 | 26 339 000 | 0.0            | 9          |               | 9             | 444                      |                      | 11         | 9          | 5          |
| 2010                                                                            | 3500                 | 28 000     | 0.0            | 9          | 1             | 8             | 388                      |                      | 10         | 9          | 5          |
| 2014                                                                            | 3500                 | 30 183 000 | 0.0            | 9          | 2             | 7             | 388                      |                      | 9          | 9          | 5          |
| 2017                                                                            | 3039                 | 31 318 039 | 0.0            | 7          | 1             | 6             | 434                      |                      | 8          | 8          | 5          |
| 2020                                                                            | 3098                 | 31 867 000 | 0.0            | 8          |               | 8             | 387                      |                      | 12         | 10         | 5          |
| 2022                                                                            | 4024                 | 34 933 958 | 0.0            | 9          |               | 9             | 447                      |                      | 14         | 18         | 5          |
| Fuente: Catholic-Hierarchy, que a su vez toma los datos del Anuario Pontificio. |                      |            |                |            |               |               |                          |                      |            |            |            |

## Episcopologio
- P. Krzysztof Kukulka, O.F.M.Conv. (29 de septiembre de 1997-1 de abril de 2005 renunció)
- Jerzy Maculewicz, O.F.M. Conv., desde el 1 de abril de 2005